# Kopsu Maie
Kopsu Maie, död 1665, var en kvinna som avrättades för häxeri i Estland.
Kopsu Maie levde i byn Vana-Kasti, där hon under många år fick rykte om sig att skada sin omgivning med hjälp av trolldom. 1648 hade en av hennes hundar dödats av hennes granne Nano Jürgen, som ätit upp den, och hon hade då sagt att hon hoppades att även han skulle kokas som han kokat hennes hund: han hade också blivit sjuk och blött. 
Hon beskrivs som en djurvän, och klappade en dag om två förspända oxar, och sade att de nog skulle piskas på vägen: under resans gång hade oxarna blivit så svaga att de inte kunde fullfölja färden. När grannarnas barn hade lekt i hennes kornåker och trampat ned säden, hade hon jagat bort dem med en skära, och därefter hade barnen blivit sjuka och deras händer förlamats. Kort efter det att hon hade berömt en nyfödd pojke, hade han dött strax efter sitt dop. Vid ett bröllop hade hon hällt ut öl i eldstaden, där tre av familjens barn under de följande åren sedan hade fallit, varav ett hade dött, och enligt en exorcist hade detta varit hennes fel. Hon anklagades för att ha kastat in öl genom Sahla Thomas fönster och förhäxat hela hans familj.
I Estland fanns en stark tro på att häxeri gick i arv, och även Kopsu Maies dotter Kopsu Ello, gift med Kopsu Hans, var omtalad som häxa och beskylldes för att ha orsakat olyckor: bland annat ska hon i hästgestalt ha trampat ned råg som maken kommit överens om att dela med en granne, och i gestalt av en katt tagit sig in ovanför en kvinna i barnsäng och gjort denna medvetslös. Sommaren 1665 överraskades hon av Liiva Jan när hon plockade örter i en rågåker. Jan anmälde henne och hennes mor till godsägaren och de arresterades och sattes i fängelse på herrgården i Lääne. 
Den 3 juni 1665 dömdes Kopsu Ello till att slita ris i stocken och Kopsu Maie till att brännas på bål.